# 埃尔维斯·萨里奇
埃尔维斯·萨里奇（塞爾維亞-克羅埃西亞語發音：[ělʋis sâritɕ]，1990年7月21日—），波斯尼亚职业足球运动员，司职中场，现效力于中超球队青岛海牛。

## 俱乐部生涯

### 早期
萨里奇出身于家乡球队杜布罗夫尼克。2008年，年仅18岁的萨里奇便完成了自己的职业生涯首秀。离队后，他辗转效力于克罗地亚联赛的卢科、维诺格拉达和国际扎普雷希奇。
2014年夏天，他加盟波黑球队斯洛博达杜斯拿。
2016年6月，他转投萨拉热窝。

### 水原蓝翼
2018年7月，萨里奇加盟韩国球队水原蓝翼队，与球队签订了一份为期三年的合同。 7月11日，他在对阵全南天龙的比赛中首次代表俱乐部出场。 8月8日，他在足总杯对阵天安市厅的比赛中打进了水原蓝翼的首个进球。七周后，他在对阵蔚山现代队的比赛中梅开二度，打入自己加盟水原后的首个联赛进球。

### 阿赫利
2019年7月，萨里奇转会至沙特阿拉伯球队阿赫利。 8月22日，他在对阵阿达拉的比赛中完成了俱乐部的正式首秀。
2020年9月，萨里奇遭遇了严重的膝伤，后被诊断为前十字韧带撕裂，预计至少会缺席六个月的比赛。 2021年4月15日，在受伤七个多月后，萨里奇重返球场。

### 后期
2021年9月，萨里奇与戈里察签约。
2022年1月，萨里奇重回水原蓝翼。
2023年2月，萨里奇加盟中超俱乐部青岛海牛。

## 国家队生涯
2018年1月，萨里奇第一次得到了波黑成年队的征召，参加了对阵美国、墨西哥的友谊赛。 1月28日，他在对阵美国的比赛中完成了自己的国家队首秀。
9月8日，在2018-19赛季欧洲国家联赛对阵北爱尔兰的比赛中，萨里奇打进了他的国家队处子球。

## 个人生活
2020年6月，萨里奇与相恋多年的女友伊沃娜结婚。